# Ф-1 (реактор)

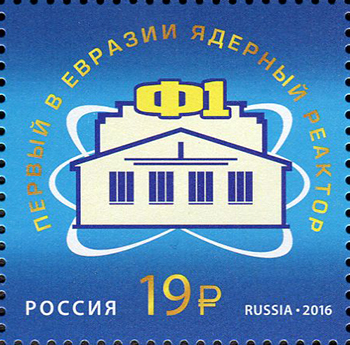
Почтовая марка России 2016 года, посвящённая реактору Ф-1

Ф-1 (первый физический реактор, до 1955 года — котёл) — первый ядерный реактор в СССР и Европе, памятник науки и техники. Находится в Москве (Курчатовский институт).

## История
Задача создания ядерного реактора возникла в связи с созданием ядерного оружия, для которого было необходимо подходящее делящееся вещество. В результате исследований по простоте, быстроте и стоимости был выбран плутоний-239 (т. н. оружейный плутоний). В природе плутоний не встречается, его нужно получать искусственно — например, облучая нейтронами уран-238. Для получения плутония в оружейных количествах необходимо было длительно облучать мощными потоками нейтронов значительные количества урана. Проще всего этот процесс можно было осуществить в рамках управляемой цепной реакции, для осуществления которой нужно специальное устройство — ядерный реактор.
Реактор Ф-1 создавался как опытная площадка для отработки технологий и процессов получения плутония, топливо для реактора поставлялось лабораторией радия Гиредмета (начальник З. В. Ершова).
Он был спроектирован и построен в Лаборатории № 2 АН СССР (ныне — НИЦ «Курчатовский институт»), которая находилась в Москве, современный адрес — площадь Курчатова, 1.
И. В. Курчатов руководил группой учёных:
- И. С. Панасюк осуществлял общее управление, нёс административные функции.
- Б. Г. Дубовский, М. И. Повзнер и B. C. Фурсов занимались расчетами накопления плутония в реакторе.
- Б. Г. Дубовский также проводил опыты по защите от гамма-лучей при хранении ядерного топлива, изобретал и собирал счетчики, которые на тот момент нигде не производились.
- Е. Н. Бабулевич спроектировал и построил систему регулирующих стержней для управления цепной реакцией.

На рубеже 1945 и 1946 года в лабораторию начал поступать сначала специальный малозольный «ачесоновский» графит, а потом и металлический уран. Здание для реактора было построено к июню 1946, после чего перешли к постройке реактора.

### Пуск
Пуск реактора возглавлял И. В. Курчатов, ему ассистировал И. С. Панасюк. Б. Г. Дубовский, Кондратьев и Павлов остались в том же помещении, но Курчатов просил их наблюдать за приборами и не предпринимать активных действий по управлению запуском.
25 декабря 1946 года в 18 часов впервые наблюдалась цепная саморазвивающаяся реакция. Таким образом, от момента организации Лаборатории № 2 АН СССР до пуска Ф-1 прошло менее четырех лет.

### Эксплуатация
В реакторе Ф-1 были впервые в СССР получены значительные, так называемые весовые количества плутония. До этого физики располагали лишь индикаторным количеством этого элемента, то есть достаточным для идентификации его присутствия в образце. Переработка ОЯТ реактора для выделения плутония велась в НИИ-9.
Реактор сразу после старта активно использовался для обучения советских физиков-эксплуатантов ядерного реактора. Практические занятия на первом реакторе проводили специалисты, которые его собирали и запускали: И. С. Панасюк, Б. Г. Дубовский, И. В. Мостовой, Е. Н. Бабулевич. В октябре 1947 года на реакторе была обучена первая группа инженеров управления работой атомного реактора.
Эти люди могли занять должность начальника смены.
Опыт эксплуатации Ф-1 позволил приступить к строительству на Урале (ныне — город Озёрск) первого промышленного реактора А-1 мощностью 100 МВт. Он заработал в июне 1948 года.
В 2012 году реактор был заглушен. Еще недавно его использовали в качестве эталона для калибровки нейтронной аппаратуры. 26 декабря 2016 года в реакторном здании открыт музей. Реактор является памятником науки и техники.

## Конструкция
Топливом в Ф-1 является металлический уран с природным содержанием изотопа 235U (0,72 %), графит в качестве замедлителя, кадмиевые стержни для управления потоком нейтронов. Конструктивно представляет собой шарообразную конструкцию диаметром около 6 метров, сложенную из незакрепленных графитовых кирпичей. В графитовой кладке имеются отверстия, в которые помещают топливные и регулирующие стержни, а также исследовательскую и контрольную аппаратуру. Вес графита 400 тонн, урана 50 тонн.
Тепловая мощность реактора от 100 Вт до 1 МВт. Охлаждение воздушное, при необходимости принудительный обдув обеспечивался вентиляторами. Длительная работа на большой мощности была невозможна, но большая масса активной зоны позволяла кратковременное повышение мощности до пиковых значений.
Биологическая защита Ф-1 была примитивна и заключалась в заглублении реакторного помещения под землю. При работе на высокой мощности около здания отмечался высокий радиационный фон. Во время работы в форсированном режиме им управляли из удаленного на 500 метров помещения, а на крыше здания реактора зажигали фонарь, предупреждавший сотрудников об опасности.